# Batalla de Lilibèon (218 aC)
La batalla de Lilibèon o Lilibeu (218 aC) va ser el primer enfrontament naval entre les armades de Cartago i de la República Romana durant la Segona Guerra Púnica. Els cartaginesos van enviar 35 quinquerrems a realitzar una incursió contra Sicília, davant de Lilibèon. Els romans, avisats per aliats de Siracusa de l'atac que s'aveïnava, van tenir temps per a interceptar el contingent cartaginès amb una flota de 20 quinquerremes i capturar diverses naus dels púnics.

## Rerefons polític
Cartago i la República Romana havien tingut bones relacions polítiques des del primer tractat entre ambdues potències signat el 509 aC i on es detallava els drets de cada bàndol. Més tard, nous tractats de pau se signaren el 348 aC i el 306 aC, establint les esferes d'influència de cada Estat. Cartago i Roma havien fins i tot cooperat contra el Rei Pirros, sota el tractat de cooperació del 279 aC. Malgrat tot, la participació de Roma a Messina (Sicília) el 264 aC va fer esclatar la Primera Guerra Púnica, que li va suposar perdre a Cartago tots els seus forts sicilians, la supremacia naval i unes fortes indemnitzacions.
Les accions de Roma durant la guerra dels mercenaris afavoriren a Cartago, però a canvi ocuparen Sardenya i Còrsega.
Cartago llavors conquerí parts de la península Ibèrica sota el lideratge d'Amílcar Barca, Àsdrubal Barca i Hanníbal, durant el període 237-218 aC. Roma va signar un tractat de pau amb Àsdrubal l'any 226 aC pel que s'establia el riu Ebre com la frontera entre cartaginesos i romans a la península. Malgrat tot, la ciutat de Sagunt, al sud del riu, s'alià amb Roma poc després del 226 aC. Quan els aliats ibèrics d'Annibal entraren en disputes amb la ciutat de Sagunt, els romans l'advertiren de no intervenir, però davant l'opció de donar suport als seus aliats o bé trair-los, Annibal decidí atacar la ciutat. Era el principi de la Segona Guerra Púnica.

## Preparació romana
L'armada romana s'havia mobilitzat en 219 aC, establint 220 quinquerrems per lluitar contra els il·liris. Publi Corneli Escipió, al front de quatre legions, tenia intenció de navegar a Ibèria escortat per 60 naus, si bé els atacs pels gals del nord d'Itàlia sobre colònies romanes van endarrerir la sortida d'Escipió fins al setembre de 218 aC.
Per la seva banda, el cònsol Tiberi Semproni Llong I, amb unes altres quatre legions, va rebre instruccions per a navegar fins a Àfrica amb una escorta de 160 quinquerremes. Semproni va viatjar fins a Sicília, on va completar els preparatius per a envair Àfrica.

## Preparació cartaginesa
Hanníbal havia enviat les seves tropes a les casernes d'hivern després del lloc de Sagunt. Durant l'estiu de 218 aC., Hanníbal va apostar 15.000 soldats i 21 elefants de guerra a Hispània sota el comandament del seu germà Àsdrubal Barca, i va enviar uns altres 20.000 soldats de retorn a Àfrica. L'exèrcit que va marxar cap a Itàlia des de Cartago Nova s'estima en uns 90.000 homes, 12.000 genets i 37 elefants que Hanníbal va dividir en tres columnes abans de travessar el riu Ebre. Després de travessar el riu, Hanníbal va atacar diverses tribus locals a Catalunya i en dos mesos, va sotmetre gran part de Catalunya en una ràpida però sagnant campanya.
El contingent ibèric de l'armada cartaginesa comptava amb 50 quinquerremes i 5 trirremes, els quals van romandre en aigües costaneres de la península, havent seguit per mar la marxa de l'exèrcit d'Hanníbal. Cartago va mobilitzar almenys 55 quinquerremes per a realitzar incursions ràpides contra Itàlia i Sicília.

## Preludi
L'armada cartaginesa va donar el primer cop amb una flota de 20 quinquerrems, carregats amb 1.000 soldats, atacant les illes Eòlies. Un altre grup de 8 naus que solcava l'estret de Messina va varar en aquesta àrea permetent que la flota siracusana captures tres dels vaixells sense resistència. Els sicilians van saber pels seus presoners que la flota cartaginesa es preparava per atacar Lilibèon i advertiren els romans.

## Batalla
Encara que els romans només tenien 20 vaixells presents a Lilibèon, el pretor, després de rebre l'advertiment dels sicilians, va disposar un adient contingent de legionaris romans a bord de cada nau, així com un gran nombre de sentinelles al llarg de la costa per a advertir l'arribada dels vaixells enemics. Els cartaginesos havien interromput la seva travessia a l'altura de les illes Eguses i salparen rumb a Lilibèon amb la intenció d'arribar-hi de matinada, però els sentinelles romans els van descobrir molt abans que arribessin a la costa. Quan els vaixells romans van salpar a la seva trobada, els cartaginesos van reduir la seva velocitat i es van quedar en mar obert. Els cartaginesos superaven en nombre als romans, però les seves naus transportaven pocs soldats i els romans portaven l'avantatge de tenir un gran nombre d'homes a bord dels vaixells. Confiant en les seves forces, els romans van intentar abordar les naus cartagineses, mentre que aquestes tractaven d'evadir la persecució romana i envestir-los si era possible. En la confusió, els romans van aconseguir finalment embarcar en les naus cartagineses, van capturar set d'aquestes i van prendre 1.700 presoners. Els restants vaixells cartaginesos es van retirar. Les baixes romanes són desconegudes.

## Importància i conseqüències
Roma havia frustrat l'intent dels cartaginesos d'establir una base a Sicília. El cònsol Semproni Llong va arribar poc després a l'illa amb la seva flota i exèrcit. Després va navegar fins a Malta, on va capturar l'illa i va prendre 2.000 presoners, juntament amb la guarnició cartaginesa del lloc.